# Новопоселенный Рог
Новопоселе́нный Рог — деревня в Незнановском сельском поселении Кораблинского района Рязанской области.

## География
Деревня находится в северной части Кораблинского района, в 10 км к северу от райцентра.
Ближайшие населённые пункты:

— деревня Зараново в 3,5 км к северо-востоку по грунтовой дороге;

— село Троица в 2,5 км к востоку по грунтовой дороге;

— село Семион в 2,5 км по грунтовой дороге;

— село Незнаново в 3 км по асфальтированной дороге.

## История
Впервые упоминается в платежных книгах Пехлецкого стана 1594—1597 годов. Также указано, что вначале на месте Новопоселенного Рога находилась Слоботка Савинская, затем одноимённая пустошь.

## Население
| 2010 |
| ---- |
| 0    |

## Инфраструктура
Объектов инфраструктуры нет.

## В литературе
В повести Василия Голованова «Танк».